# Reggaetón Lento
Singles par CNCO
Quisera
(2016) Para Enamorarte
(2016)
Reggaetón Lento (Bailemos) est une chanson du boys-band latino CNCO sortie le 7 octobre 2016 en tant que troisième single de leur album Primera Cita.
Une remix avec le Girl group Little Mix sort en août 2017.

## Contexte
Reggaetón Lento (Bailemos) a été écrite par  Eric Perez, Jadan Andino, Jorge Class et Yashua Camacho.

## Clip musical
Le clip original est sorti avec le single en octobre 2016. Le clip montre les garçons jouant dans un bowling et se rencontrant et essayant d'impressionner des filles. Il présente également des scènes du groupe interprétant la chanson avec une chorégraphie et des plans en solo des gars chantant leurs parties individuelles. Le clip a atteint un milliard de vues en août 2017, ce qui en fait le premier boys band et groupe non anglais à réaliser l'exploit.
Le clip du remix est sorti le 18 septembre 2017 sur la chaîne de Little Mix. Il a été réalisé par Marc Klasfeld et se déroule dans un club où les deux groupes dansent à travers le sol l'un de l'autre,. Le clip comptabilise en date de juin 2021 plus de 300 millions de vues.

## Classements
| Chart (2016-2018)                   | Meilleure position |
| ----------------------------------- | ------------------ |
| Argentine (Monitor Latino)          | 2                  |
| Argentine (CAPIF)                   | 1                  |
| Bolivie (Monitor Latino)            | 3                  |
| Brésil (Billboard Brasil)           | 15                 |
| Bulgarie (PROPHON)                  | 1                  |
| Chili (Monitor Latino)              | 1                  |
| Colombie (National-Report)          | 6                  |
| Tchéquie (IFPI Rádio)               | 82                 |
| Équateur (Monitor Latino)           | 9                  |
| Équateur (National-Report)          | 1                  |
| Salvador (Monitor Latino)           | 15                 |
| Guatemala (Monitor Latino)          | 2                  |
| Italie (FIMI)                       | 55                 |
| Mexique (Airplay)                   | 1                  |
| Panama (Monitor Latino)             | 2                  |
| Paraguay (Monitor Latino)           | 2                  |
| Pérou (Monitor Latino)              | 5                  |
| Portugal (AFP)                      | 58                 |
| Slovénie (SloTop50)                 | 3                  |
| Espagne (PROMUSICAE)                | 2                  |
| Uruguay (Monitor Latino)            | 3                  |
| États-Unis (Bubbling Under Hot 100) | 11                 |
| États-Unis (Hot Latin Songs)        | 6                  |
| États-Unis (Latin Airplay)          | 4                  |
| États-Unis (Pop Airplay)            | 35                 |
| Venezuela (National-Report)         | 32                 |
| Venezuela (Record Report)           | 49                 |

| Chart (2017-2018)                       | Meilleure position |
| --------------------------------------- | ------------------ |
| Argentine Anglo (Monitor Latino)        | 15                 |
| Australie (ARIA)                        | 68                 |
| Autriche (Ö3 Austria Top 40)            | 53                 |
| Belgique (Flandre Ultratop 50 Singles)  | 8                  |
| Belgique (Wallonie Ultratip 50)         | 19                 |
| Brésil (Brasil Hot 100 Airplay)         | 76                 |
| Bulgarie (PROPHON)                      | 1                  |
| Canada (Hot 100)                        | 96                 |
| Communauté des États indépendants       | 197                |
| Tchéquie (IFPI Singles Digitál)         | 60                 |
| Europe (Euro Digital Songs)             | 4                  |
| Finlande (Digital Songs)                | 8                  |
| Finlande Téléchargements (Latauslista)  | 5                  |
| France (SNEP Téléchargement)            | 62                 |
| Allemagne (Media Control AG)            | 96                 |
| Hongrie (Dance Top 40)                  | 13                 |
| Hongrie (Rádiós Top 40)                 | 2                  |
| Hongrie (Single Top 40)                 | 8                  |
| Hongrie (Stream Top 40)                 | 36                 |
| Irlande (IRMA)                          | 14                 |
| Italie (FIMI)                           | 32                 |
| Japon (Hot 100)                         | 55                 |
| Liban (Lebanese Top 20)                 | 7                  |
| Mexique (Airplay)                       | 1                  |
| Mexique (Ingles Airplay)                | 11                 |
| Pays-Bas (Nederlandse Top 40)           | 2                  |
| Pays-Bas (Mega Top 50)                  | 3                  |
| Pays-Bas (Single Top 100)               | 9                  |
| Nouvelle-Zélande (RMNZ)                 | 4                  |
| Panama Anglo (Monitor Latino Anglo)     | 2                  |
| Philippines (Philippine Hot 100)        | 33                 |
| Pologne (ZPAV)                          | 27                 |
| Portugal (AFP)                          | 23                 |
| Roumanie (Airplay 100)                  | 1                  |
| Écosse (OCC)                            | 2                  |
| Slovaquie (IFPI Rádio)                  | 63                 |
| Slovaquie (IFPI Singles Digitál)        | 25                 |
| Slovénie (SloTop50)                     | 1                  |
| Espagne (PROMUSICAE)                    | 1                  |
| Espagne (Digital Song Sales)            | 1                  |
| Suède (Sverigetopplistan)               | 1                  |
| Suisse (Schweizer Hitparade)            | 18                 |
| Suisse (Switzerland Digital Song Sales) | 8                  |
| Royaume-Uni (UK Singles Chart)          | 5                  |
| États-Unis (Bubbling Under Hot 100)     | 3                  |
| États-Unis (Hot Latin Songs)            | 6                  |
| États-Unis (Pop Airplay)                | 35                 |

### Classements annuels
| Chart (2017)               | Position |
| -------------------------- | -------- |
| Argentine (CAPIF)          | 8        |
| Argentine (Monitor Latino) | 7        |
| Italie (FIMI)              | 57       |

| Chart (2017)                          | Position |
| ------------------------------------- | -------- |
| Belgique (Ultratop Flandre)           | 92       |
| Pays-Bas (Dutch Top 40)               | 22       |
| Pays-Bas (Single Top 100)             | 86       |
| Portugal (AFP)                        | 85       |
| Roumanie (Airplay 100)                | 85       |
| Royaume-Uni (Official Charts Company) | 55       |
| États-Unis (Hot Latin Songs)          | 8        |
| Chart (2018)                          | Position |
| Belgique (Ultratop Flandre)           | 76       |
| Hongrie (Dance Top 40)                | 25       |
| Hongrie (Rádiós Top 40)               | 39       |
| Hongrie (Single Top 40)               | 53       |
| Pays-Bas (Dutch Top 40)               | 92       |
| Portugal                              | 131      |
| Roumanie (Airplay 100)                | 51       |
| Slovénie (SloTop50)                   | 3        |